# Ohne einander

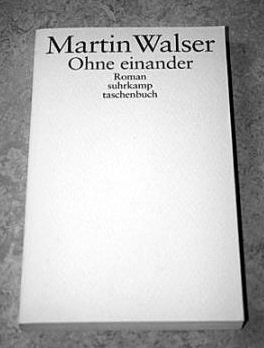
Ohne einander (1993) von Martin Walser

Ohne einander ist ein Roman des deutschen Schriftstellers Martin Walser, der im Juli 1993 im Suhrkamp Verlag erschienen ist. Das als Dreiecksgeschichte konzipierte Werk schildert aus verschiedenen Perspektiven einen Tag im Leben einer Familie am Starnberger See.
Der Titel Ohne einander verweist auf die zentralen Themen der Entfremdung und der Beziehungslosigkeit zwischen den Mitgliedern einer Familie. Walser beschreibt die gescheiterten Versuche seiner Figuren, ihre Lebensentwürfe mit dem familiären Alltag in Einklang zu bringen. Der Schauplatz der Handlung ist das deutsche Medienmilieu am Ende des 20. Jahrhunderts, dessen an Klischees orientierte Motive und Figuren den satirischen Charakter des Romans bestimmen.
Der Roman stellt insofern einen Wendepunkt in Martin Walsers Gesamtwerk dar, als er Themen wie die Auseinandersetzung mit dem Älterwerden sowie Liebe und Sexualität im Alter anklingen lässt, die seine literarischen Arbeiten in den nächsten Jahrzehnten prägen.

## Inhalt
Ohne einander ist ein satirisches Porträt und zugleich eine gesellschaftskritische Auseinandersetzung mit den bürgerlichen Kreisen und dem Medienmilieu zu Zeiten der deutschen Wiedervereinigung. Der Roman ist in drei Kapitel untergliedert, von denen jedes in der dritten Person aus der Perspektive eines anderen Familienmitgliedes erzählt wird. Im Zentrum der Handlung stehen das kraftlos agierende Ehepaar Ellen Kern-Krenn und Sylvio Kern sowie ihre beiden erwachsenen Kinder Sylvi und Alf in ihrer Villa am Starnberger See.
Das erste Kapitel, das aus Sicht der 55-jährigen Ellen Kern-Krenn – Mutter, Ehefrau, Geliebte und Journalistin – geschildert wird, spielt im Arabellapark im Münchener Medienmilieu. Ellen, die mit ihrem Mann Sylvio eine offene Ehe führt und sich mit dem Scheitern ihres Lebensmodells auseinandersetzen muss, leitet als Redakteurin das Ressort ‚Lebensart‘ in der Redaktion der auflagenstarken Wochenzeitschrift DAS (DAS MAGAZIN DER MEINUNG), das „zwischen Spiegel, Stern und Titanic ein Freiräumchen“ gefunden hat. Ihre Lebensängste und Schreibblockaden versucht Ellen seit geraumer Zeit erfolglos mit Alkohol und Tabletten zu unterdrücken. Um Aufsehen in der Redaktion zu vermeiden, hat sie jegliches eigenverantwortliche Arbeiten eingestellt und konzentriert sich nur noch auf das Redigieren von Interviews. Während einer Redaktionskonferenz erhält Ellen vom Verleger des Magazins Dr. Bertram Spitz, der in der Medienbranche nur „Der Prinz“ genannt wird, den Auftrag, innerhalb von zwei Stunden einen rühmenden Artikel über den Film Hitlerjunge Salomon zu schreiben, um den Verdacht des Antisemitismus zu zerstreuen, in welchen die Zeitschrift aufgrund einer Rezension des berühmten Literaturkritikers Willi André König, auch „Erlkönig“ genannt, geraten ist. Dieser hat in seiner Buchbesprechung zu provokativ die Dominanz des Judentums beim organisierten Verbrechen betont. Ellen, unfähig unter Zeitdruck auch nur eine einzige Zeile auf das Papier zu bringen, lässt sich den geforderten Artikel von ihrem unsympathischen, schweißtropfenden und an Hautkrankheiten leidenden Kollegen Wolf Koltzsch schreiben. Als Gegenleistung dafür erduldet Ellen „einen Geschlechtsverkehr […], den sie in der klassischen Büroform, auf der Schreibtischkante sitzend, in Kauf nehmen“ muss. Nach dieser erpressten Demütigung erreicht Ellen aufgewühlt und mit mehreren Stunden Verspätung das Familienanwesen, wo sie mit ihrem älteren Liebhaber Ernest Müller-Ernst verabredet gewesen wäre.
Im zweiten Kapitel, dessen Handlung zeitlich parallel zu den von Ellen im ersten Kapitel geschilderten Ereignissen spielt, wechselt der Schauplatz der Familientragödie in die Familienvilla am Ufer des Starnberger Sees. Die Geschehnisse dieses Freitagnachmittages werden aus Sicht der 19-jährigen Tochter Sylvi erzählt, die sowohl in der Schule als auch mit ihrer Karriere als Pianistin gescheitert ist und sich jetzt auf das Windsurfen fixiert. Durch einen Anruf wird Sylvi von ihrer Mutter Ellen über deren Verspätung sowie die kurz bevorstehende Ankunft des Geliebten Ernest Müller-Ernst informiert. Um eine Katastrophe zu verhindern, soll die Tochter dafür sorgen, dass ihr Vater Sylvio das Familienanwesen noch vor Eintreffen des reichen und erfolgreichen Liebhabers verlässt. Auch ihr 27-jähriger Bruder Alf, der seit drei Jahren apathisch in einem von ihm angehaltenen Schaukelstuhl in der Empfangshalle sitzt und seiner Cellisten-Karriere nachtrauert, soll dem Gast nicht begegnen. Doch Sylvi kann ein „lange[s], peinliche[s] Zusammentreffen mit dem als Ehegatte, Liebhaber und Vater dreifach gedemütigten Sylvio“ und Ernest Müller-Ernst nicht mehr verhindern. Um die prekäre Situation zu entzerren, nimmt Sylvi den Geliebten ihrer Mutter mit an das Seeufer zum Surftraining. Doch die Abgeschiedenheit des idyllischen Ortes wird zur Falle: Ernest Müller-Ernst, der „alte Körperfetischist“, verführt und vergewaltigt die Tochter seiner Geliebten im flachen Uferwasser, bevor er Sylvi auf einem zweiten Surfbrett verfolgt und in den Wellen des Starnberger Sees ertrinkt.
Das dritte und letzte Kapitel des Romans spielt zeitgleich zu den ersten beiden Kapiteln und schildert die Erlebnisse aus Sicht des erfolglosen Schriftstellers und Familienvaters Sylvio Kern. Nach der Begegnung mit dem Geliebten seiner Frau sinniert der betrunkene Romanautor über die erlittenen Demütigungen durch seine Umwelt, denen er sich immer wieder masochistisch aussetzt. Nicht nur die Affäre seiner Frau und die Entfremdung zu seinen Kindern setzen Sylvio zu, auch beruflich ist er an einem absoluten Tiefpunkt angekommen: Seine Werke sind der zynischen Kritik und Verurteilung durch die Medien ausgesetzt, insbesondere der Literaturkritiker Erlkönig hat ihn ausgerechnet im DAS-Magazin als „ermüdend umständlichen Plauderer“ verrissen. Doch Sylvio hat in seiner Hilflosigkeit eine eigene Technik zur Verarbeitung seines gescheiterten Lebensmodells entwickelt. Es gelingt ihm die Realität zu ertragen, indem er die ihm zugefügten Leiden in seiner Trilogie mit den passenden Titeln Schwächling, Rohling und Feigling literarisch aufgreift und verarbeitet. In Anlehnung an sein Leben haben seine Romane unverschlüsselt und nur notdürftig maskiert die Affäre seiner Frau mit dem erfolgreichen Fabrikbesitzer Ernest Müller-Ernst zum Gegenstand.
Nach dem tödlichen Unfall von Ernest Müller-Ernst treffen alle vier Familienmitglieder im Wohnzimmer aufeinander. Die endgültige Entfremdung und Beziehungslosigkeit zwischen den Figuren offenbart sich jetzt in Form von Sprachlosigkeit: „Eine Gruppe von von einander Getrennten. Auf engstem Raum. Unzertrennbar Getrennte.“, wie es Sylvio unmissverständlich ausdrückt. Überraschenderweise erwacht Alf nach drei Jahren im Schaukelstuhl aus seiner Erstarrung, packt seine Koffer und verlässt die Familie. Am Ende des Romans zieht sich Sylvio in sein Arbeitszimmer zurück und schreibt auf ein leeres Blatt zwei Wörter, welche die Trauer über das unendliche und unvermeidliche Getrenntsein derer ausdrückt, die glaubten, für immer zueinander zu gehören: Ohne einander.

## Form
Ohne einander ist in drei Kapitel gegliedert, welche sich jeweils auf eine zentrale Figur des Romans konzentrieren, aus deren Perspektive die Ereignisse eines einzigen Nachmittages im Leben der Familie Kern-Krenn geschildert werden. Die Kapitel tragen als Überschriften den Namen des jeweiligen die Erzählperspektive bestimmenden Familienmitgliedes (Ellen, Sylvi und Sylvio). Das Ehepaar Ellen und Sylvio wird bereits durch die Kapiteleinteilung von der vermittelnden Tochter Sylvi verbunden und gleichzeitig getrennt. Diese Positionierung der Kapitel ist bewusst gewählt und spiegelt die Funktion der einzelnen Protagonisten wider. In Aufbau und Form erinnert das Werk an Martin Walsers ersten Roman Ehen in Philippsburg (1957), der ebenfalls in Rollenprosa und in einem stark assoziativen Stil geschrieben ist.
Ganz offensichtlich schildert in Ohne einander kein Ich-Erzähler und auch kein auktorialer Erzähler das Geschehen. Weder sind der Erzähler und die Figuren miteinander identisch, noch tritt der Erzähler an einer Stelle des Romans als Figur auf, so dass eine heterodiegetische Erzählsituation gegeben ist. Die Schilderungen in Ohne einander wirken wie ein erzählerloses Erzählen, da es keine wertenden oder kommentierenden Äußerungen gibt und der Rezipient die Ereignisse dieses Tages ausschließlich aus der Perspektive des jeweiligen Protagonisten wahrnimmt.
Martin Walser arbeitet in diesem Roman, wie auch bereits in Ein fliehendes Pferd (1978), mit einem personalen Erzähler und legt damit das Gewicht auf die innere Handlung der einzelnen Figuren. Da das Geschehen in Ohne einander aus der Sicht von verschiedenen Protagonisten – Ellen, Sylvi und Sylvio – erzählt wird, ist in diesem Fall ein mehrstimmiger Erzählmodus – eine sog. personale Multiperspektive – gegeben. Die Erzählung ist dabei auf den Bewusstseinshorizont des im jeweiligen Kapitel beschriebenen Charakters beschränkt, was eine suggestive Wirkung auf den Leser ausübt, da ihm die erzählte Wirklichkeit ausschließlich durch die Gefühle und Gedanken dieser Figur vermittelt wird. Die Nähe zwischen personalem Erzähler und den Figuren Ellen, Sylvi und Sylvio entsteht durch die szenische Darstellung und den häufigen Gebrauch von erlebter Rede und innerem Monolog, welche für den Leser nahezu unbemerkt in die Erzählerrede integriert werden.
Der Roman Ohne einander erzählt auf 226 Seiten die Geschehnisse, die sich in einer Zeitspanne von einem einzigen Freitagnachmittag, also wenigen Stunden erstrecken. Das hohe Erzähltempo und die Dynamik des Werks erreicht Martin Walser trotz des zeitdeckenden Erzählens, indem er die drei Erzählsequenzen zeitgleich ablaufen lässt und die ereignisreichen Stunden dieses Nachmittages abwechslungsreich aus drei verschiedenen Perspektiven schildert. Die prägnante Kürze und das hohe Erzähltempo sowie die dramatische Zuspitzung auf einen entscheidenden Moment im Leben von Ellen, Sylvi und Sylvio, verleihen dem Werk novelleske Züge, obgleich Ohne einander von Seiten des Autors und des Verlages eindeutig als Roman klassifiziert wird.
Martin Walser arbeitet in Ohne einander mit Vorliebe mit Stilelementen und rhetorischen Figuren, die sich auch in seinen zahlreichen anderen Werken ausfindig machen lassen und deswegen zu seinem Markenzeichen geworden sind. Dazu zählt der formale Kunstgriff, eine Erzählung mit ähnlichen Sätzen bzw. Bildern beginnen und auch enden zu lassen, wie in Ein fliehendes Pferd (1978), Brandung (1985), Tod eines Kritikers (2002), Der Augenblick der Liebe (2004) und auch in Ohne einander (1993). Zahlreiche Literaturwissenschaftler und -kritiker sind der Meinung, dass dieser Zirkelschluss das Zeichen der ausweglosen Kreisbewegung ist, in der sich die Figuren in Martin Walsers Werken hoffnungslos verfangen: „Die Erzählweise will damit verhindern, dass durch literarische Transposition und Abreaktion ein Problem aufgehoben wird, das in den Augen des Autors weiterhin besteht.“
Die wörtliche Wiederaufnahme des Titels Ohne einander am Romanende stellt in diesem Fall jedoch eine zirkuläre Erzählstruktur in ihrer radikalsten Form dar: „Weitaus deutlicher als im ‚Fliehenden Pferd‘ sind in ‚Ohne einander‘ Anfang und Ende aufeinander bezogen, da der Titel dem Leser während der Lektüre am ehesten im Gedächtnis bleibt und bei nochmaligem Auftreten an so einer exponierten Stelle wie dem Schluss sofort hervorsticht.“ Indem Sylvios Werk mit Martin Walsers Roman im Titel Ohne einander übereinstimmt, schafft Martin Walser mit den finalen Worten seines Romans einen Bezug zwischen seinem eigenen und dem fiktiven Werk Sylvios. Diese Epanadiplose eröffnet dem Leser die Frage, ob es sich bei dem realen Autor Martin Walser oder der fiktiven Schriftstellerfigur Sylvio um den eigentlichen Urheber dieses Titels handelt. Über die Identifikation der literarischen Schöpfer hinaus geht die Assoziation der literarischen Schöpfung: Vor dem Hintergrund von Sylvios Motivation als Schriftsteller, Realität in eine erträgliche Form literarisch zu transformieren, stellt sich dem Rezipienten die Frage nach dem Realitätsgehalt der aus seiner Sicht fiktiven Handlung. „Walser inszeniert ein filigranes, auf unterschiedlichen Fiktionalitätsstufen fußendes Identitätsspiel, in dem erstens die Grenzen zwischen empirischem Autor und fiktiver Figur verwischt werden und zweitens der Umformungsprozess von Realität und Fiktion so explizit thematisiert wird, dass beides voneinander kaum zu trennen ist.“ Durch diese zirkuläre narrative Metalepse gewinnt der empirische Verfasser des Romans Ohne einander an fiktivem Charakter in Form der Figur Sylvios. Mit der Möglichkeit, die Urheberschaft an Sylvio zu delegieren, erlaubt dieses metafiktionale Spiel um Autor und Verfasser es Martin Walser, sich auf ironische Weise vom Inhalt seines Werks zu distanzieren: „Durch die zirkuläre Erzählstruktur tritt der Autor Walser als Schlüsselfigur kreativer Prozesse in den Hintergrund und öffnet seine Texte dadurch einem pluralistischen Deutungshorizont.“

## Rezeption

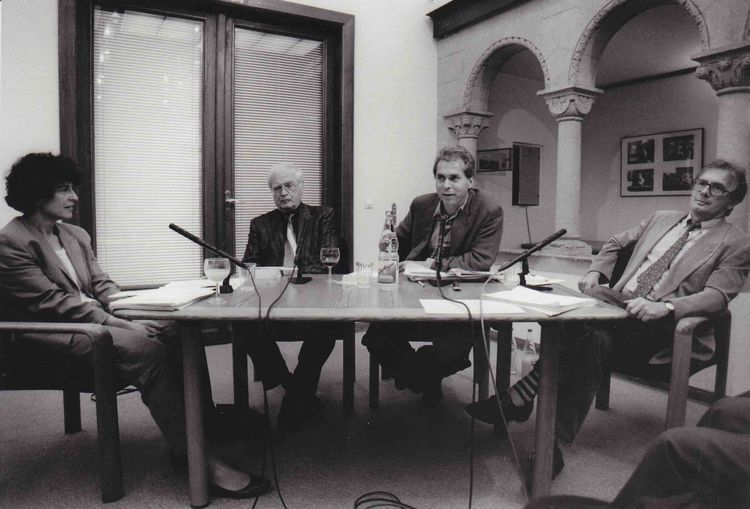
Lesung Martin Walser Ohne einander, Literarisches Colloquium Berlin, Juni 1993, von links: Gunhild Kübler, Martin Walser, Hajo Steinert, Martin Lüdke

## Interpretation

### Figuren
Martin Walser greift in Ohne einander bewusst auf eine stereotype und pointierte Gestaltung seiner Figuren zurück, wodurch diese eher als Typen denn als individuelle Charaktere lesbar werden. Die Figuren erscheinen dem Rezipienten in diesem Roman als Marionetten; sie werden karikiert und vorgeführt. An seinen beiden Hauptfiguren Ellen Kern-Krenn und Sylvio Kern exemplifiziert Martin Walser das Geflecht von Abhängigkeiten und Machtstrukturen im Medienmilieu. Neben einem alkoholkranken Schriftsteller, der die Realität nur noch erträgt, wenn er sie literarisch umformt, bedient auch die blonde, valiumabhängige Redakteurin Ellen mit ihrem Modetick und einem reichen Geliebten die Klischees der deutschen Medienlandschaft.

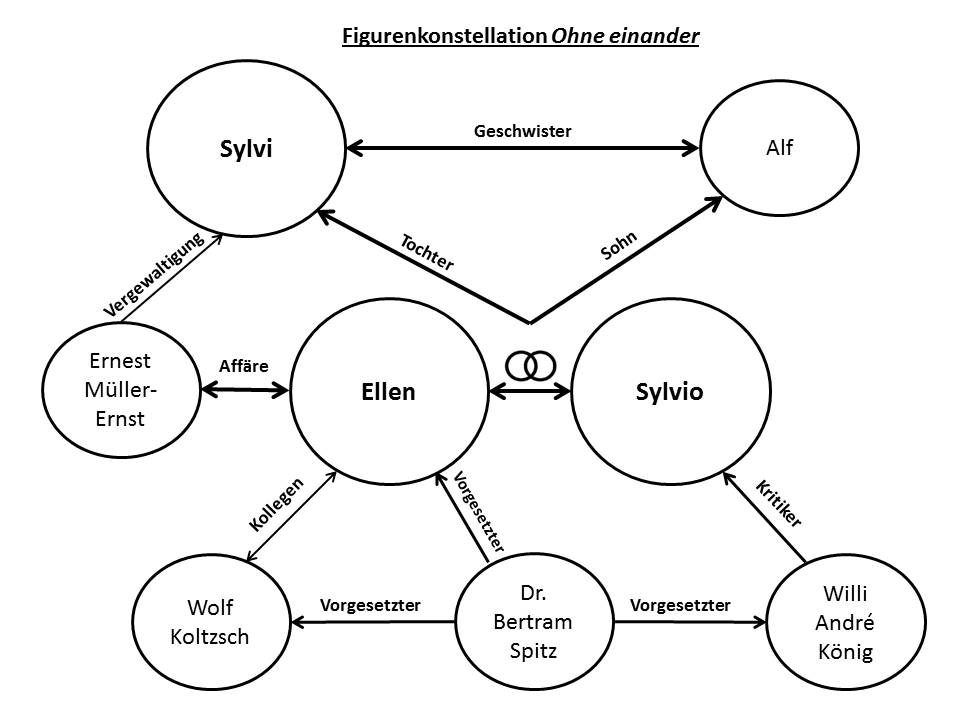
Figurenkonstellation Ohne einander (Martin Walser)

Ellen ist schon lange keine überzeugende Repräsentantin dieser satirisch dargestellten Welt mehr. Sie ist von ihrer Arbeit und den Kollegen angewidert und verachtet diese „Verklärungs- und Niedermachungsindustrie“, welche sie nur noch mit Alkohol und Valium erträgt. Dem harten Machtkampf innerhalb des Verlages ist die naive Ellen nicht mehr gewachsen und so verwundert es nicht, dass die Kollegen und ihr Vorgesetzter ihre Situation gnadenlos ausnutzen: „Sie war erpreßbar. […] Verschiedene Grade von Erpreßbarkeit, das war der wichtigste Unterschied unter den Redaktionsmitgliedern. Von oben nach unten nahm die Erpreßbarkeit zu.“ Aufgrund ihrer Schreibhemmung unfähig den geforderten Text fristgemäß abzuliefern, lässt sich Ellen auf einen prostitutionsähnlichen Tauschhandel ein. Sie kauft sich durch den von ihrem Kollegen Wolf Koltzsch erzwungenen Geschlechtsverkehr aus ihrer ausweglosen Situation frei; sie prostituiert sich für diesen Artikel. „Diese Entwertung des schreibenden Subjekts durch Faktoren der Ökonomie ebenso wie durch die Publikationspolitik der Presse- und Verlagswelt wird damit quasi-allegorisch auf die Spitze getrieben. Der Kernsatz ‚Wer schreibt, hurt‘ bringt dies in satirischer Schärfe auf den Punkt.“ Martin Walser zeichnet diese Figur im Augenblick der sexuellen Nötigung mit einer beunruhigenden Stummheit und Ergebenheit aus. Ellen versagt am Tiefpunkt ihres Selbstverlustes die Sprache; sie findet kein überzeugendes Wort – kein klares Nein. Neben der Schreibblockade, unter der sie leidet, wird hier auch ihre Sprachhemmung deutlich. Wie die anderen Figuren in Ohne einander ist Ellen nicht mehr in der Lage, in angemessener und unverfälschter Weise auf ihre Umwelt zu reagieren. Sie lebt nur von Tarnung und Vortäuschung, so dass der erlösende Weinkrampf am Ende ihres Kapitels eine Befreiung darstellt, welche jedoch eine Ausnahme bleibt: „Sobald man weint, hat man das Gefühl, man täusche sich nichts mehr vor. Sobald du weinst, spürst du, jetzt reagierst du auf die Welt, wie es sich gehört.“
Auch in ihrem Privatleben kann Ellen sich nicht mehr klar positionieren: Nachdem ihr Mann Sylvio sie betrogen hat, versucht Ellen die Dreiecksbeziehung zu ihrem Geliebten Ernest Müller-Ernst in ihr Leben zu integrieren, welcher jedoch schon längst eine neue Freundin hat. Von ihrem Mann hat sich Ellen emotional distanziert; auch seinen literarischen Ambitionen kann sie außer Peinlichkeit nichts mehr abgewinnen: „Sylvios Romane laufen immer am Leben entlang wie ein Hund an einer Hecke. Dann und wann hebt er das Bein.“ Obgleich Ellen für ihren Mann nur noch Mitleid empfindet, kann sie diesem Gefühl ihrem Mann gegenüber mit Worten keinen Ausdruck mehr verleihen. Stattdessen kommt sie dessen Wunsch nach Bewunderung nach. „Sylvio lebte vom Gelobtwerden. Sie könnte ihn umbringen nur dadurch, daß sie ihn nicht mehr lobt.“ Wie bereits im beruflichen Alltag, lebt Ellen auch in ihrem privaten Umfeld nur noch durch Tarnung und Vortäuschung.
Die vermittelnde Funktion der Tochter Sylvi innerhalb der Familie Kern-Krenn wird bereits an der Positionierung ihrer Schilderung in der Mitte des Romans zwischen den beiden Kapiteln der Eltern deutlich. Auf den ersten Blick wirkt die willensstarke und lebenstüchtige junge Frau mit ihren sportlichen Ambitionen wie ein Fremdkörper innerhalb ihrer eigenen Familie. Obgleich sie zunächst nicht in die Probleme der anderen Protagonisten verstrickt ist, wird Sylvi doch unfreiwillig zum Dreh- und Angelpunkt des Geschehens. Obgleich Sylvi die sexuelle Nötigung durch den fünfzig Jahre älteren Geliebten ihrer Mutter Ernest Müller-Ernst über sich ergehen lässt, so rächt sie sich an ihm auf ihre Weise. In einer sportlichen Herausforderung quält sie den alternden Erfolgsmenschen, in dem sie sich Ernest Müller-Ernst mit ihrem jungen Körper deutlich überlegen zeigt und so – wenn auch nicht beabsichtigt – seinen Tod durch Ertrinken im Starnberger See herbeiführt. Mit dem ungewollten Unfalltod des Geliebten ihrer Mutter gelingt Sylvi ein Befreiungsschlag für die gesamte Familie: Sie bewahrt nicht nur ihre Mutter Ellen vor der drohenden Demütigung durch Ernest Müller-Ernst, welcher Ellen für eine andere Frau verlassen will, sondern sie erlöst auch ihren Vater Sylvio vom vermeintlich überlegenen Kontrahenten. „Gerade durch ihre familienkonträre Charakteristik, durch ihre körperliche Stärke und praktisch-trotzige Veranlagung wird es ihr möglich, das (innertextliche) Realgeschehen zu beeinflussen. So wird sie gewissermaßen zum Katalysator des Geschehens, denn Ernests Tod wird in Sylvios literarischen Entwürfen vorgeformt, verwirklicht sich aber erst durch Sylvi.“ Die Namensähnlichkeit zwischen Sylvio und Sylvi ist von Martin Walser folglich ganz bewusst gewählt, denn Vater und Tochter besitzen in Ohne einander eine enge funktionale Verknüpfung: Während Sylvio an diesem Nachmittag den Tod seines Nebenbuhlers Ernest Müller-Ernst als fiktives Ereignis in seinem Roman poetologisch reflektiert, verwirklicht seine Tochter – wenn auch unbeabsichtigt – die Fantasie Sylvios und nimmt im Gegensatz zu ihrem apathischen Vater Einfluss auf die Realität.
Die Figur Sylvio Kern wird in Ohne einander als ein harmoniesüchtiger Schöngeist dargestellt, welcher die unerträgliche Lebenswirklichkeit nur noch aushält, indem er sie leicht abgewandelt in fiktive Texte überführt: „Alles befriedigender verlaufen zu lassen, dazu schrieb er die Wirklichkeit um. Er ertrug Wirklichkeit überhaupt nur noch, wenn er sie schreibend beantwortet hatte.“ Explizit thematisiert Sylvio seine Motivation für die beschönigende Literarisierung der Realität: „Nicht, daß die Welt nicht schön wäre. Sie ist nur unerträglich. Man mußte sie, um sie erträglich zu machen, zwingen, einen weißen Schatten zu werfen. Das ging, wenn überhaupt, nur schriftlich.“ Ähnlich wie seine Frau Ellen ist auch Sylvio nicht mehr in der Lage, unverfälscht auf die Welt zu reagieren: „Das ist überhaupt das Schlimmste, merken zu lassen, wie man gestimmt ist. Wenn er zugäbe, wie und was er dachte, wäre er verloren. Weggefegt würde er vom Hohn derer, die den Ausschlag geben.“
Sylvio hält die kritische Grundhaltung der Produzenten öffentlicher Meinungen für Heuchelei, deren Opfer er selbst längst geworden ist. Der Medienbranche bescheinigt er „Selbstgerechtigkeit und Heuchelei. Das war das Fundament der Meinungsproduktion. […] Je heuchlerischer, um so krasser kritisch beziehungsweise je krasser kritisch, um so heuchlerischer. Das sei ein unauflöslicher Interdependenzknoten zur Verhinderung einer Einsicht ins eigene Tun.“ Sylvio will mit seinen literarischen Taten des Lobens und Schönredens ein persönliches Zeichen gegen diese Urteilskultur setzen und muss feststellen, dass er dies nicht kann, weil seine Umwelt von ihm als Schriftsteller eine kritische Haltung zum Zeitgeschehen erwartet und dies auch in seinen Werken wieder finden will. So bleibt Sylvio im harten Überlebenskampf des Mediengeschäftes nichts anderes übrig, als seine Idee den publikationsstrategischen und werbewirksamen Erfordernissen unterzuordnen.
Mit der Figur des Sylvio beschreibt Martin Walser das ihm bekannte Dilemma des Schriftstellers in der heutigen Medienlandschaft, welcher sein „Schreiben als soziales Handeln verkaufen muß [basierend auf der Behauptung] seine Kritik sei bereits der erste Schritt zur Überwindung des kritisierten Mißstands“. Überhaupt erinnern die Bekenntnisse des Schriftstellers Sylvio und sein ewiger Kampf gegen kapitalistische Verleger und geltungssüchtige Kritiker an ein Selbstporträt des Autors Martin Walser: „Was Walser dem Schriftsteller Sylvio in seinem neuen Roman als bittere Erkenntnis in den Mund legt, ist nichts anderes als die Quintessenz seiner eigenen Erfahrungen.“

### Bezüge zu realen Personen
Der Roman Ohne einander trägt insofern Züge eines Schlüsselromans, als Martin Walser das Spiel mit unterschiedlichen Realitätsebenen versteht und prominente Personen aus der deutschen Medien- und Verlagsbranche als Vorlage für seine Protagonisten nutzt. So erinnert der Münchner Verleger Dr. Bertram Spitz (der Prinz), welcher „von seinem Vater oder sonst woher das Geld bekam, um seine Magazin-Vision auf dem überfüllten Zeitschriftenmarkt genau dahin zu platzieren, wo nur er zwischen SPIEGEL, Stern und TITANIC ein Freiräumchen witterte“, an den Münchner Patriarchen Hubert Burda und sein im Januar 1993 erstmals auf dem Zeitschriftenmarkt veröffentlichten Nachrichtenmagazin FOCUS. Auch lassen sich Parallelen zur anderen real existierenden Personen des deutschen Medienmilieus ausfindig machen: Sylvios Verleger Herbert ähnelt in seinem Charakter Martin Walsers ehemaligem Suhrkamp-Verleger Siegfried Unseld, welchen der Schriftsteller bereits in seinem Brief an Lord Liszt (1982) mit der Figur des Arthur Thiele literarisch verewigt hat.
Die Figur des Ernest Müller-Ernst trägt ähnlich wie Unseld eine mit Strähnen überkämmte Glatze.
Die größte Ähnlichkeit zu einer real existierenden Person schafft der Schriftsteller in Ohne einander allerdings mit der Figur des einflussreichen Literaturkritikers Willi André König, welcher in der Medienbranche schlicht Erlkönig genannt wird. Diese metaphorische Bezeichnung verweist auf Johann Wolfgang Goethes bekannte Ballade Erlkönig und suggeriert dem Leser, dass in den Armen des berühmten Kritikers Erlkönig „die Autoren zugrunde gehen wie das Kind in Goethes Ballade“. Willi André König (Erlkönig) – ein begnadeter Selbstinszenierer und „Beleidigungsspezialist“ – wird dem Leser ausschließlich im ersten Kapitel von Ohne einander während einer Redaktionskonferenz vorgestellt. Seinen lauten Verkündigungsstil und die übertriebene Tonart, mit welcher der Erlkönig seine vernichtenden Urteile äußert, rechtfertigt er mit den Schmerzen, welche die schlechten und langweiligen Bücher der deutschen Gegenwartsliteratur in ihm auslösen. Mit dieser Darstellung entlarvt Martin Walser seinen größten Kritiker Marcel Reich-Ranicki und dessen Floskel „an Walsers Prosa ein Leben lang unmenschlich gelitten“ zu haben. Besondere Schmerzen bereitet dem Kritiker Erlkönig die Geschwätzigkeit des „hemmungslosesten Monologisten“, die immer wieder als die große und lästige Schwäche des Schriftstellers Sylvio vorgeführt wird. Genauso äußert sich Marcel Reich-Ranicki in seiner Rezension zu Ohne einander über Martin Walser: „Er plauscht und plaudert gern, er schwatzt und schwafelt unermüdlich. Das Plappern ist sein Element und sein wichtiges Ausdrucksmittel.“ Dementsprechend heißt es im Roman: „Wenn der Erlkönig bei seinen zahllosen Auftritten für die gewohnheitsmäßige Schmähung der deutschen Gegenwartsliteratur ein Beispiel brauchte, fiel ihm immer zuerst Sylvio Kern ein, und er konnte diesen Namen gar nicht nennen ohne den Zusatz: Der ermüdend umständliche Plauderer.“ Die Reaktion der Medienlandschaft und des Kritikers selbst ist verhalten. Marcel Reich-Ranicki findet die Ähnlichkeiten zu seiner Person „vollkommen belanglos“, was auch dem Umstand zu verdanken ist, dass der Erlkönig in diesem Roman keine zentrale Rolle einnimmt. Mit seiner in Tod eines Kritikers (2002) wieder auftauchenden Hauptfigur des jüdischen Literaturkritikers André Ehrl-König löst Martin Walser hingegen eine der heftigsten Kontroversen in der deutschen Literaturlandschaft der Nachkriegszeit aus.
Obgleich die Ähnlichkeiten zwischen Martin Walsers Figuren in Ohne einander und realen Personen der deutschen Verlags- und Medienbranche offensichtlich sind, sind sich die Literaturwissenschaftler bei diesem Werk einig, dass es sich nicht um einen Schlüsselroman handelt: „Diese Fährte ist eine Sackgasse. Es ist dafür gesorgt, dass die Vergleiche hinken, die Schlüssel bei aller Ähnlichkeit nicht passen.“ Ganz bewusst nähert sich Martin Walser mit seinen Figuren den real existierenden Personen an, um sich sogleich aufgrund einer Fülle von Inhomogenitäten und Unstimmigkeiten wieder von ihnen zu entfernen. „‚Ohne einander‘ ist sicher kein Schlüsselroman, kein nur notdürftig getarntes Pamphlet, das diesen oder jenen Zeitgenossen aufs Korn nehmen will, sondern das bissige, mit kühlem Kopf und elegantem Schwung entworfene Porträt gutsituierter Leute im Journalisten- und Schriftstellermilieu, ein böses Endspielmenetakel.“ Martin Walser konzentriert die Handlung des Romans auf die Familientragödie am Starnberger See, wodurch seine Protagonisten aus dem Münchner Medienmilieu für eine Klassifizierung als Schlüsselroman zu stark in den Hintergrund treten: „‚Ohne einander‘ ist kein Schlüsselroman. Walser geht es zuerst und vor allem um die private Konstellation, um Ehefrau, Ehemann, Sohn, Tochter, Liebhaber, Liebhaberin. Nur sind diese Figuren, wie Walser sagt, diesmal halt ‚in der Welt der Medien beschäftigt‘.“ Auch besteht der Schriftsteller Martin Walser selbst darauf, ein fiktionales Werk geschaffen zu haben: „Ich habe nie gesagt, daß [es] ein Schlüsselroman sei. Ich weiß nicht, ob es einen Autor geben könnte, der sagt, er habe einen Schlüsselroman geschrieben. Das ist doch gar keine literarische Gattung. Man kann eine Novelle schreiben, man kann ein Drama schreiben, aber man kann keinen Schlüsselroman schreiben.“

### Themen
Martin Walser zeichnet, wenn auch in satirischer und grotesker Weise, eine realitätsnahe, alltägliche Tragödie, in welcher die einzelnen Mitglieder einer Familie endgültig nicht mehr zueinander finden. Die Beziehungslosigkeit des Menschen innerhalb einer Gemeinschaft, das krampfhafte Arbeiten gegen die Perspektivlosigkeit und gegen den Rest der Gesellschaft unter dem Bewusstsein der Sinnlosigkeit sind die zentralen Themen dieses Werks. „Eine Familie ist ein Elendsverband. So etwas verläßt man nicht“, heißt es im ersten Teil der Erzählung kategorisch. Doch am Ende des Romans steht die trostlose Einsicht, dass es in dieser Familie kein Miteinander mehr gibt.
Im Leben der Familie Kern-Krenn ist eine Stagnation eingetreten, die am Beispiel des Sohnes Alf, welcher seit Jahren apathisch im angehaltenen Schaukelstuhl sitzt, bildhaft deutlich wird. Während sich die anderen Familienmitglieder nach außen maskieren und eine heile Welt vortäuschen, offenbart sich innerhalb des geschützten Raumes der Familie die gesamte Halt- und Perspektivlosigkeit der einzelnen Figuren. Sie leiden unter dem Scheitern ihrer Lebensentwürfe und der Beziehungslosigkeit innerhalb des Familienverbundes. Erschwert wird die Situation durch die gestörte Kommunikation zwischen den einzelnen Protagonisten: Während Alf mit keinem Familienmitglied mehr spricht, findet Sylvio immer die falschen Worte zum falschen Zeitpunkt und richtet auf diese Weise noch größeres Unheil an. Auch sonst haben sich die Figuren in dieser Familie nichts mehr zu sagen, was die Distanz zwischen ihnen täglich vergrößert. Der Titel des Romans Ohne einander ist Programm: Jeder kämpft für sich allein und jeder kämpft gegen jeden. Ellen, Sylvi, Sylvio und Alf behandeln ihre eigenen Probleme allein und mit den ihnen zweckmäßig erscheinenden Mitteln, sei es durch Medikamenten- und Alkoholmissbrauch, Affären, Sitzstreik oder der Flucht auf das Surfbrett. Doch führen die vermeintlichen Überlebenstechniken die Figuren nur noch schneller in die Selbstvernichtung: „Die flohen alle. Oder verfolgten Fliehende. Es gab nur noch Verfolger und Verfolgte.“
Obgleich der Fokus in diesem Werk auf den Geschehnissen innerhalb der Familie Kern-Krenn liegt, verknüpft der Autor Martin Walser durch die beruflichen Ambitionen von Ellen und Sylvio diese Welt mit der Sphäre des deutschen Medienmilieus. So ist Ohne einander neben der Familiengeschichte auch eine Satire auf die Medienlandschaft, in welche Martin Walser aufgrund seiner Tätigkeiten als Reporter und Rundfunkredakteur sowie seiner jahrzehntelangen Arbeit als Autor einen tiefen Einblick hat. Aus eigener Erfahrung weiß der Schriftsteller, der in den letzten Jahren unfreiwillig selbst zum Gegenstand einer heftigen, zuweilen bösartigen Medienkritik geworden ist, dass in dieser Branche Macht und Manipulation an der Tagesordnung sind. „Die Medien sind die neue Kirche. Die Journalisten sind die Priester, die machen dürfen, was sie wollen“, fasst Martin Walser seine Sicht auf die Vierte Gewalt im Staat zusammen.
Dementsprechend haben sich in Martin Walsers Mediensatire Ohne einander die Verantwortlichen von jeglichen menschlichen und ethischen Prinzipien verabschiedet: „Das ist die Arbeitsteilung in der Medienwelt: die einen produzieren Glamour, die anderen kratzen ihn ab. Wirklichkeit kommt nicht vor.“ Dem Verleger Dr. Bertram Spitz geht es ausschließlich um Auflagenhöhe und nicht um journalistische Qualität. Er ist ein Verächter der Frage, was denn Wahrheit sei („Es gibt keine Wahrheit, nur Versionen.“) und plädiert für den Mut, alles so einfach zu sagen, wie es ist. Die beiden Hauptfiguren Ellen und Sylvio erleben – jede auf ihre Weise – die Medien- und Verlagswelt als einen harten Machtkampf, welchem sich beide unabhängig voneinander nicht mehr gewachsen sehen. „Das ganze Ausdrucksgewerbe ist […] eine Verklärungs- und Niedermachungsindustrie. DAS ist spezialisiert aufs Niedermachen“, fasst Ellen die Vorgehensweise in ihrer Redaktion zusammen. Auch der Schriftsteller Sylvio sieht sich einer von „Meinungstycoons und Ausdrucksfürsten beherrschten Verurteilungskultur [ausgesetzt], die in perfekter, nämlich kritischster Symbiose mit den Mächtigsten der Welt dieser Welt ihre Verächtlichkeit bescheinigen.“
Unerbittlich werden sie in Ohne einander vorgeführt – die schreibgehemmte Journalistin Ellen mit ihrer Valiumabhängigkeit, der alkoholkranke Schriftsteller Sylvio, der an Hautkrankheiten und Zwängen leidende Korrektor Wolf Koltzsch, der kapitalistische Verleger Dr. Bertram Spitz und der Literaturkritiker Erlkönig als begnadeter Selbstinszenierer – all das, was früher unter dem Schlagwort Establishment als Zielscheibe diente. Obgleich die Protagonisten in Ohne einander überspitzt und verspottet dargestellt werden, ist der Roman keine polemische Abrechnung mit der deutschen Medienlandschaft und ihren Vertretern, was auch der Autor wiederholt betont („Ich bin nicht Neil Postman.“). Nichtsdestotrotz lässt sich dieser tragikomische Roman als groteske, aber doch sehr realitätsnahe Milieuschilderung lesen. „Von mehr als einer Seite ist mir bestätigt worden, dass es genauso läuft in den Redaktionsräumen, wie es in meinem Buch dargestellt ist“, erklärt Martin Walser in einem Interview kurz nach der Veröffentlichung von Ohne einander.

## Werkkontext

### Kontext im Werk Martin Walsers

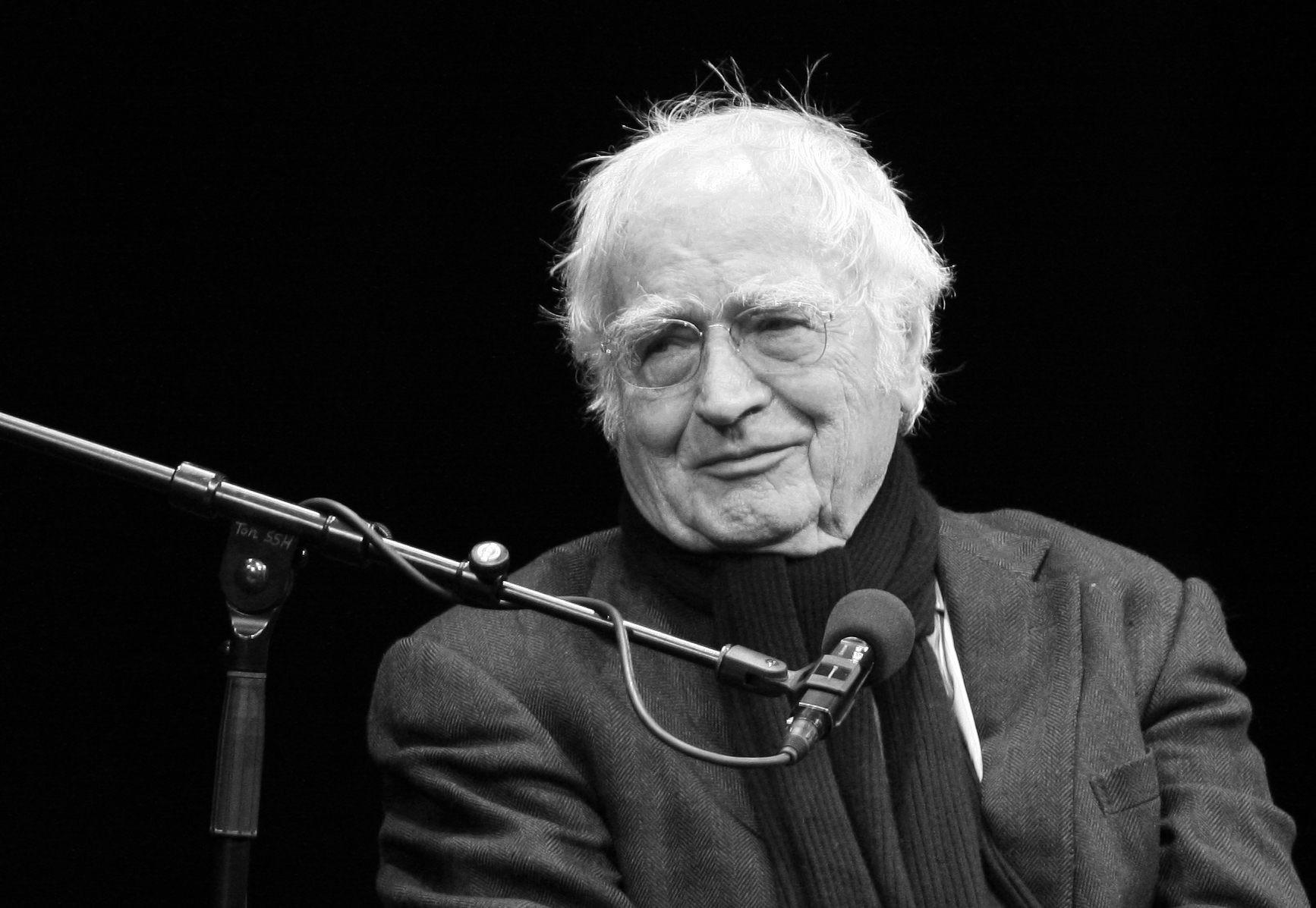
Martin Walser 2010 (Foto: Elke Wetzig/CC-BY-SA)

Der Roman Ohne einander wird in literaturwissenschaftlichen Kreisen als eine Rückkehr zu Martin Walsers literarischen Anfängen verstanden: „Mit ‚Ohne einander‘ kehrte er tatsächlich zum Gesellschaftsroman, mit dem er einmal begann, zurück, indem er in gewohnter Walser-Manier, die mittlerweile doch sehr ‹einsilbig›, wenn nicht geradezu schlicht geworden ist, die bundesdeutsche Gesellschaft der frühen neunziger Jahre an ihren Vertretern aus dem Medien- und Künstlergewerbe aufs Korn nahm.“ So findet sich die in diesem Roman scharfe literarische Darstellung der Wohlstandsgesellschaft und die satirisch beschriebene Kritik an Deutschlands Medien- und Kulturmilieu auch in Martin Walsers frühsten Werken, wie beispielsweise Ehen in Philippsburg (1957) und Einhorn (1966), wieder. Obgleich bereits bekannte Themen und Motive in Ohne einander erneut verwendet und weiterentwickelt werden, ist es zu kurz gegriffen, den Roman als eine Bestandsaufnahme von Martin Walsers vorangegangenen 48 Werken zu begreifen. Bei dem Roman handelt es sich vielmehr um ein ‹Werk auf der Grenze›, welches einerseits den gesellschaftskritischen Anspruch der frühen Werke nicht verleugnet und andererseits vorausblickend zentrale Motive und Themen aufgreift, wie die problematische Auseinandersetzung mit dem Älterwerden sowie Sexualität und Liebe im Alter, die Martin Walsers literarische Arbeiten in den kommenden Jahrzehnten nach der Veröffentlichung von Ohne einander maßgeblich prägen.
Trotz der altbewährten Themen, wie die Entfremdung des Individuums und die Beziehungslosigkeit innerhalb der Gesellschaft, ist die vorherrschende Grundstimmung in Ohne einander sehr viel pessimistischer als in den anderen Werken des Schriftstellers. Die Probleme sind nicht länger sorgfältig auf die einzelnen Figuren verteilt; stattdessen „wagt sich Walser jetzt an eine ungeschiedene Gemengelage: der Schlamassel ist universell geworden und läßt sich nicht mehr in Portionen aufteilen“. Dieses Konglomerat führt die Protagonisten in Ohne einander in „eine Welt perfekter Trostlosigkeit“, in der sie trotz der Routine des familiären Alltagslebens und des Berufes einsam und unverstanden hinter ihren eigenen Erwartungen zurückbleiben. Im Vergleich mit Martin Walsers anderen Arbeiten erscheint dem Leser die Situation noch auswegloser, da die Figuren den Weg zueinander nicht mehr finden und das Scheitern der jeweiligen Lebensentwürfe endgültig ist. Dadurch herrscht in Ohne einander eine „unheilschwangere Endzeit- und Untergangsstimmung, die Martin Walser von Beginn an über seinen Roman verhängt“, welche mit der Perspektivlosigkeit der Figuren in früheren Werken nicht gleichzusetzen ist.
Zahlreiche Literaturwissenschaftler sehen die Stellung von Ohne einander im Gesamtwerk Martin Walsers insofern als herausragend an, als der Schriftsteller zum ersten Mal aus einer weiblichen Beobachtungs- und Beschreibungsperspektive erzählt. Es darf spekuliert werden, ob dies eine Reaktion auf die immer wieder gestellte Frage von Interview- und Gesprächspartnern sei, ob es nicht an der Zeit wäre, eine Frau zu der Hauptfigur seiner Werke zu machen. Mit der Darstellung der Geschehnisse aus der Sicht von gleich zwei Protagonistinnen – Ellen und Sylvi – geht Martin Walser diesen entscheidenden Schritt, welche in der Öffentlichkeit allerdings auf ein geteiltes Echo stößt. „Die RezensentInnen sind sich nicht einig, ob er durch die Frauen in diesem Roman neue Stimmen gewonnen habe, aber die Kritik entdeckt zum ersten Mal bei Walser feministische Ansichten und direkte Kritik an Männern.“ Auch die Literaturwissenschaftlerin Gunhild Kübler begrüßt den „Sprung über den Geschlechtsäquator“, bemängelt aber, dass mit den Frauenfiguren Ellen und Sylvi im Vergleich zu den anderen Werken Martin Walsers ausschließlich paralysierte Frauen vorgeführt werden: „Nun sind diese überzeugend aus eigenem Erleben sprechenden Frauenfiguren da. Sie sind gross, sportlich und vital und trotzdem Unterlegenheitsspezialisten genau wie Walsers männliche Helden.“ Dass seine weiblichen Protagonistinnen am Romanende von Ohne einander nicht besser dastehen als die männlichen Figuren, erklärt der Schriftsteller in einem Interview pragmatisch: „Frauen fühlen sich von innen genauso an wie Männer.“